# Carlo di Leonardo Ginori
Carlo di Leonardo Ginori (Firenze, 9 febbraio 1473 – Lucca, settembre 1527) è stato un politico italiano del XVI secolo.
Fu priore a Firenze nel 1513 e Gonfaloniere di Giustizia nel primo bimestre del 1527. Grande mecenate, fu amico di Giorgio Vasari e di altri artisti e letterati. Commissionò la Pala Ginori a Rosso Fiorentino nel 1523.